# Ulysses (boek)
Ulysses is een in 1922 uitgegeven roman van James Joyce. Over het algemeen wordt Ulysses, samen met het eveneens in 1922 verschenen gedicht The Waste Land van T.S. Eliot, gezien als de belangrijkste exponent van de modernistische literatuur.
Door zijn vaak gevoelige en confronterende thematiek was Ulysses lange tijd het onderwerp van controverse, met name het feit dat Joyce herhaaldelijk expliciet aan seks refereert werd hem niet in dank afgenomen. Dit resulteerde dan ook in een langdurig verbod op het boek in onder meer de Verenigde Staten, het Verenigd Koninkrijk en Ierland. Beweerd wordt dat Ulysses, na de Bijbel en de Odyssee van Homerus, het meest bestudeerde boek is in de literatuurwetenschap. Nog steeds zijn wetenschappers verdeeld over de vraag of Ulysses een overschat stuk egotripperij of een absoluut meesterwerk is. Het is ongetwijfeld voor het grote publiek ook een weinig toegankelijk boek: velen zijn eraan begonnen maar slechts zeer weinigen houden vol tot het eind. In een door het Engelse dagblad The Guardian in 2007 georganiseerde verkiezing van de minst uitgelezen boeken ooit eindigde Ulysses royaal in de top 10 met een derde plaats.

## Periode
Ulysses is geschreven in de periode tussen 1914 en 1922 en vertelt het verhaal van Leopold Bloom op wat anders een gewone dag zou zijn geweest, 16 juni 1904. Ulysses is gedeeltelijk een vervolg op Joyce' (semi-)autobiografische roman A Portrait of the Artist as a Young Man, daar de eerste drie hoofdstukken in het bijzonder gaan over Stephen Dedalus, Joyce' literaire alter ego en hoofdpersoon van A Portrait of the Artist as a Young Man. De titel van het boek is een verbasterde vorm van de Latijnse naam van Odysseus, Ulixes, de held van Homerus' Odyssee, de hoofdstukken van het boek zijn namelijk geschoeid op hoofdstukken uit de Odyssee, hoewel het hoofdstuk Wandering Rocks refereert aan de mythe van Jason en de Argonauten, ook wel bekend als Het Gulden Vlies.

### Publicatie
Het boek werd nog terwijl Joyce het schreef (1914-1921) vanaf 1918 in afleveringen gepubliceerd in het Amerikaanse tijdschrift The Little Review. Deze publicatie werd echter stopgezet na het verschijnen van de episode Nausicaä (hoofdstuk 13), nadat tegen de uitgever een klacht was ingediend wegens de publicatie van obsceen materiaal. In 1919 werden ook enkele stukken gepubliceerd in het Engelse literaire tijdschrift The Egoist. De klacht tegen The Little Review, die behandeld werd in 1921, zou uitmonden in een publicatieverbod voor het boek in de Verenigde Staten dat pas in 1933 opgeheven zou worden nadat uitgever Random House bewust een exemplaar van een Franse uitgave had laten invoeren en door de douane in beslag had laten nemen met de bedoeling de zaak opnieuw voor de rechtbank aanhangig te maken. Deze keer werd beslist ten gunste van de uitgever en kon het boek ook in de Verenigde Staten uitgegeven en verkocht worden. Ook in het Verenigd Koninkrijk werd het boek tot in de jaren dertig verboden en de eerste Engelse druk kwam er pas in 1936 door uitgeverij The Bodley Head.
Geblokkeerd door een publicatieverbod in zowel de Verenigde Staten als het Verenigd Koninkrijk diende Joyce uiteindelijk terug te vallen op het voorstel tot publicatie dat hem gedaan werd door Sylvia Beach. Deze Amerikaanse dreef in Parijs de boekhandel Shakespeare and Company, waar Joyce, die in Parijs woonde, regelmatig aanliep. Zij kreeg het voor elkaar om een eerste oplage van 1000 stuks te drukken bij de Franse drukker Darantière in Dijon. Het eerste exemplaar werd afgeleverd op Joyce' veertigste verjaardag, 2 februari 1922. Deze eerste editie zou vanaf 1924 nog tien herdrukken kennen vooraleer het boek zou verschijnen bij reguliere uitgeverijen.
In 1984 ontstond er opnieuw opschudding in de literaire wereld toen de zogenaamde "Gabler"-editie uitgegeven werd. Deze was het resultaat van zeven jaar lang onderzoek van originele manuscripten, kladversies en drukproeven voor de eerste druk, door een ploeg onder leiding van Walter Gabler. Het eindresultaat leverde een nieuwe versie op met enkele duizenden, meestal kleine verbeteringen (typefouten, interpunctie), maar in een aantal gevallen ook toevoegingen van meerdere woorden. De door Gabler gebruikte methode werd echter al snel onder vuur genomen, onder anderen door John Kidd van het James Joyce Research Center van Boston University. Als gevolg van de kritiek besloot uitgeverij Random House vanaf 1990 terug te keren naar de editie van 1961 en in het Verenigd Koninkrijk greep Bodley Head terug naar de tekstversie van 1960.

## Stijlbespreking

### Symboliek en stijl
Ulysses is een lijvig boek: de meeste edities tellen tussen de 800 en 1000 bladzijden. Op het eerste gezicht lijkt het verhaal ongestructureerd, chaotisch en verwarrend. In feite is Ulysses zorgvuldig gecomponeerd – Joyce is er op ingenieuze wijze in geslaagd de structuur onzichtbaar te maken tenzij men er specifiek naar op zoek gaat. Enige tijd nadat het boek was gepubliceerd, werden twee schema's bekend die verbanden blootleggen met de Odyssee, en ook veel interne structuur verklaren. Ook bracht Joyce' onofficiële secretaris, Stuart Gilbert, een (door Joyce goedgekeurd) boek uit dat een van deze schema's bevatte en aldus de lezer een handreiking biedt tot beter begrip van Ulysses. Tot grote verwarring van eenieder verschillen de twee schema's op bepaalde plekken, ook blijkt dat het boek zichzelf soms tegenspreekt. De consensus is tegenwoordig dat een combinatie van beide schema's een correct overzicht biedt. Los hiervan vond de eerste uitgave van het boek in Frankrijk plaats en was het deels door niet-Engelstaligen geredigeerd, zoals bleek toen niet zo lang geleden het originele manuscript opnieuw werd bekeken en talloze raadselachtige grapjes et cetera gewoon op lees- en transcriptiefouten bleken te berusten, en – omgekeerd – veel van de door Joyce bedoelde woordgrapjes abusievelijk waren aangezien voor fouten en derhalve door de redacteurs "verbeterd".
Joyce herschept in zijn persoonlijk relaas een nieuwe wereld van mythen en symbolen, gebaseerd op de omzwervingen van de Griekse klassieke held Odysseus, met de Odyssee als grondplan. De omzwervingen van zijn helden nemen niet meer dan achttien uur in beslag. Aanvankelijk wilde Joyce dat alle hoofdstukken ook de Homerische titels hadden, later echter besloot hij de hoofdstukken titelloos te laten in de drukversie van zijn boek.
Vrijwel alle episodes in het boek vinden hun blauwdruk in een der avonturen van Odysseus. Ulysses is een universeel boek: het geschapen beeld kan op meerdere niveaus worden geïnterpreteerd. Joyce trachtte met Ulysses het lichaam te recreëren, dit deed hij door ieder hoofdstuk een orgaan of andersoortig lichaamsdeel als uitgangspunt te laten nemen, los van het feit dat vrijwel ieder hoofdstuk een eigen kleur en kunst heeft.
Joyce hanteert de Stream of consciousness- ofwel monologue-intérieur-techniek, een schrijfstijl die aspireert de gedachten van de personages op natuurgetrouwe wijze weer te geven. Dit resulteert in Ulysses en meer nog in Joyce' laatste werk, Finnegans Wake, in een soms moeilijk te begrijpen stroom van woorden. In Ulysses zijn met name hoofdstuk drie, Proteus, en het laatste hoofdstuk, Penelope, hiervan getuigend: Penelope bestaat bijvoorbeeld uit slechts acht zinnen die al met al zo'n dertig tot veertig pagina's beslaan. Deze zinnen vormen een gedachtestroom van Molly, Blooms vrouw. In haar gedachten passeren onder meer vreemdgaan en seks de revue en dit is dan ook een van de hoofdstukken waaraan moralisten de meeste aanstoot namen.

### Structuur en korte inhoud
De Engelse titels van de hoofdstukken:
1. Telemachus
2. Nestor
3. Proteus
4. Calypso
5. Lotus-Eaters
6. Hades
7. Aeolus
8. Lestrygonians
9. Scylla and Charybdis
10. The Wandering Rocks
11. Sirens
12. Cyclops
13. Nausicaa
14. Oxen of the Sun
15. Circe
16. Eumaeus
17. Ithaca
18. Penelope

De gebeurtenissen in Ulysses spelen zich af op diverse locaties in Dublin en in een tijdspanne van minder dan vierentwintig uur, beginnend op donderdagochtend 16 juni 1904, om ongeveer acht uur, en eindigend ergens voor zonsopgang op vrijdag 17 juni. James Joyce gebruikte in werkversies en correspondentie over zijn boek hoofdstuktitels om expliciete parallellen te maken tussen zijn werk en de Odyssee van Homerus. Uiteindelijk liet hij deze titels weg bij de publicatie: hij gaf het boek achttien titelloze en ongenummerde episodes, maar verdeelde het wel in drie genummerde secties.
De eerste drie hoofdstukken introduceren Stephen Dedalus, de hoofdpersoon van Joyce' eerdere roman A Portrait of the Artist as a Young Man. We vinden hem om acht uur 's ochtends in de toren waar hij woont samen met Buck Mulligan en een Engelsman, Haines. In het eerste hoofdstuk zien we de heren ontbijten, waarna Dedalus naar zijn werk gaat. In de tweede episode zien we hem zijn werk uitoefenen, lesgeven, en na zijn les gaat hij zijn salaris halen bij de hoofdmeester. Het derde hoofdstuk toont hem terwijl hij langs het strand wandelt en allerlei complexe onderwerpen in gedachten langskomen, zoals verscheidene theorieën van Aristoteles. Ook toont hij een gewoon mens te zijn: hij laat zich het zicht van passerende jongedames welgevallen en peutert uitgebreid in zijn neus.
In het tweede gedeelte verschijnt de andere hoofdpersoon, Leopold Bloom, ten tonele. Het is weer acht uur in de morgen op dezelfde dag en de lezer ziet Bloom terwijl hij het ontbijt klaarmaakt voor zijn vrouw, de wellustige zangeres Marion (Molly) Bloom-Tweedy. Hierna zien we hem boodschappen doen, een begrafenis bezoeken, zijn werk als advertentieman uitoefenen, lunchen, et cetera.
In de laatste drie hoofdstukken voert Joyce in de thuiskomst tegenvoeters op van Eumaeus, Ithaka en Penelope als Stephen Dedalus en Leopold Bloom aan het eind van de dag uiteindelijk met elkaar in gesprek raken, nadat Bloom Dedalus is gevolgd naar de rosse buurt van Dublin. Dedalus raakt beschonken en in deze toestand vindt hij zichzelf in een penibele situatie met twee Britse soldaten. Bloom ontzet hem en samen zetten ze hun tocht voort. Eerst vertoeven ze even in een café voor de menners van de huurrijtuigen. Hierna nodigt Bloom Dedalus bij hem thuis uit, waar ze slechts na veel moeite binnenkomen, daar de heer des huizes zijn sleutel vergeten blijkt te zijn. Het wordt laat en Stephen stapt op, na Blooms uitnodiging te blijven logeren te hebben afgeslagen. Leopold Bloom blijft alleen achter en gaat naar bed. In het laatste hoofdstuk verlegt Joyce de focus naar Molly, Blooms vrouw, en het boek wordt uitgeluid met haar memorabele innerlijke monoloog.

## Wetenswaardig

### Nederlandse vertalingen en de eerste zin
Een eerste Nederlandse vertaling kwam er in 1969 door John Vandenbergh en uitgegeven door De Bezige Bij. In 1994 werd, ook door De Bezige Bij, een nieuwe vertaling door het duo Paul Claes en Mon Nys uitgegeven. In 2012 bracht uitgeverij Athenaeum - Polak & Van Gennep een nieuwe vertaling uit onder de titel Ulixes van de hand van Erik Bindervoet en Robbert-Jan Henkes.
De eerste zin van Ulysses:
"Stately, plump Buck Mulligan came from the
stairhead, bearing a bowl of lather on which a
mirror and a razor lay crossed."
Nederlandse vertaling:
"Statig kwam de vlezige Buck Mulligan van het trapgat,
in de handen een bekken vol schuim waarop kruiselings een spiegel
en een scheermes."
(Vert. John Vandenbergh; De Bezige Bij, 1969)
"Statig kwam de dikke Buck Mulligan uit het trapgat.
Hij droeg een kom zeepschuim waarop een spiegel
en een scheermes gekruist lagen."
(Vert. Paul Claes & Mon Nys; De Bezige Bij, 1994)
"Statig kwam plompe Buck Mulligan uit het trapgat met een bekken schuim waarop een spiegel en een scheermes lagen gekruist."
(Vert. Erik Bindervoet en Robbert-Jan Henkes; Athenaeum – Polak&Van Gennep, 2012)

### Penelope
Het laatste hoofdstuk van Ulysses bestaat uit acht enorme zinnen (elk bladzijden lang, zonder interpunctie), geschreven vanuit het gezichtspunt van Leopold Blooms vrouw Molly (in dit hoofdstuk in de capaciteit van Odysseus' echtgenote Penelope). Zij filosofeert voor zichzelf over onder andere seks, vreemdgaan, haar verleden en haar huwelijk. Kate Bush gebruikte delen van de laatste zin als tekst voor haar lied The Sensual World. In november 1970 verzorgde de KRO op de radio een lange nachtuitzending waarin Anne Wil Blankers dat laatste hoofdstuk (één lange monoloog) voordroeg, in de vertaling van John Vandenbergh (De Bezige Bij 1969).

### Bewerkingen
In 1958 werd een toneelbewerking van het boek Ulysses in Nighttown opgevoerd met in de hoofdrol Zero Mostel. Het werd heropgevoerd in de jaren zeventig.
In 1967 verscheen een eerste filmversie van het boek onder regie van Joseph Strick, de film werd genomineerd voor een Academy Award voor best bewerkt scenario.
Op Bloomsday 1980 voerde de Ierse acteur Eamon Morrissey in het Abbey Theatre voor het eerst de onemanshow Joyceman op. De opvoering bestond uit fragmenten uit het boek, gaande van Blooms ontbijt tot Molly's monoloog, met als uitsmijter de caféruzie uit het hoofdstuk Cyclopen, waarbij de acteur alle rollen voor zijn rekening nam. De opvoering zou wereldwijd lopen tot eind jaren tachtig.
Op Bloomsday 1982 zond RTE, de Ierse staatszender, een volledige gedramatiseerde lezing van Ulysses uit. De ononderbroken uitzending duurde 29 uur en 45 minuten en werd nadien uitgebracht op cd en in MP3-formaat. De BBC zond in 1993 een gelijkaardige beknoptere versie uit die 5 uur en 50 minuten duurde.
In 2003, verscheen de film Bloom met in de hoofdrol Stephen Rea.
De volledige tekst van Ulysses werd in 2004 uitgebracht op 22 cd's door Naxos Records, voorgelezen door Jim Norton, en Marcella Riordan.

### Waardering
Ulysses werd in 1999 verkozen op nummer 1 in Modern Library's lijst van 100 Beste Engelstalige Romans. Ook werd het boek in 1999 opgenomen in Le Mondes verkiezing van de 100 beste boeken van de eeuw en in 2002 in de lijst van Belangrijkste boeken uit de wereldliteratuur (samenstelling Zweedse Academie). In 2003 kwam het boek voor in de Big Read-lijst.